# ناقل طبیعی
ناقل بیماری یا منبع بیماری (انگلیسی: Disease reservoir, Reservoir of infection) نوعی میزبان بیماری‌زا از عفونت است که به صورت بلندمدت وجود دارد. این نوع میزبان ارگانیسمی است که یک عامل بیماری‌زا را در خود جای می‌دهد اما خود هیچ عارضه‌ای را متحمل نمی‌شود. با این وجود، این میزبان به عنوان منبع عفونت سایر گونه‌های مستعد است و خود حتی ممکن است چندین بار آلوده شود.

## نمونه‌ها
بعضی از نمونه‌های منبع طبیعی که می‌توان ذکر کرد عبارتند از:
- مارموت‌ها، خرموش‌ها، سگ دشتی‌ها، سمورچه‌ها و سنجاب‌ها برای طاعون خیارکی
- آرمادیلو‌ها و صاریغ‌ها برای بیماری شاگاس
- کنه‌ها برای تب تگزاس
- سنجاب زمینی‌ها، تشی‌ها، و شمپانزه‌ها برای تب کلورادو
- حلزون‌ها برای شیستوزومیاز
- خوک‌ها برای عفونت کرم‌های نواری
- راکون‌ها، گندراسو، روباهها و خفاش‌ها برای هاری
- غازماکیان‌مانان (مرغابی‌ها و غاز) برای آنفلوانزای پرندگان
- سگ‌ها و سگ‌سانان‌های وحشی برای بیماری ویروسی ابولا و لیشمانیاز احشایی
- گربه‌ها، برای بیماری خراش گربه
- جربیل‌ها برای سالک